# Округ Белмонт (Охајо)
Округ Белмонт (енгл. Belmont County) је округ у америчкој савезној држави Охајо.

## Демографија
По попису из 2010. године број становника је 70.400, што је 174 (0,2%) становника више него 2000. године.
| Група             | 2000.          | 2010.          |
| Белци             | 66.512 (94,7%) | 65.902 (93,6%) |
| Афроамериканци    | 2.553 (3,6%)   | 2.834 (4,0%)   |
| Азијати           | 213 (0,3%)     | 259 (0,4%)     |
| Хиспаноамериканци | 274 (0,4%)     | 429 (0,6%)     |
| Укупно            | 70.226         | 70.400         |